# Ernie Haase & Signature Sound
Ernie Haase & Signature Sound é um grupo vocal cristão norte-americano do gênero southern gospel. Foi fundado em 2002 por Ernie Haase, antigo tenor do Cathedral Quartet e por Garry Jones, antigo pianista do Gold City.

## História

### 2002-2004 - Primeiros Anos
O grupo formou-se em 2002, após o fim do Old Friends Quartet, formado por Ernie Haase e George Younce, ambos ex-membros do extinto Cathedral Quartet, juntamente com Jake Hess e Wesley Pritchard. Haase convidou o então pianista do Old Friends e ex-pianista do Gold City, Garry Jones, para formar um novo grupo. Os demais integrantes foram o lead (nomenclatura americana para 2º tenor) Shane Dunlap, o barítono Doug Anderson e o baixo Tim Duncan, passando a chamar-se Signature Sound Quartet. Nos seus dois primeiros anos, o grupo dedicou-se a regravações de canções clássicas, entre elas canções gravadas pelo Cathedrals. O próprio George Younce foi um dos coproprietário e cantor convidado do grupo nessa época, até sua morte em 2005.
Entretanto, no final de 2003, Dunlap e Jones decidiram deixar o grupo, devido a ideias conflituosas com as de Haase, que queria um grupo com uma sonoridade mais moderna, enquanto Dunlap e Jones queriam o grupo mais tradicional. Wesley Pritchard foi o substituto de Dunlap até que Ryan Seaton fosse contratado em definitivo. Alguns meses depois, o pianista Roy Webb foi contratado em definitivo.

### 2004-2010 - Era de Ouro e Parceria com o Gaither Group
A formação com Ernie Haase, Ryan Seaton, Doug Anderson e Tim Duncan foi a mais aclamada do grupo, recebendo em 2005, o prêmio de Quarteto Favorito pela Singing News Fan Award, dividindo o prêmio com The Inspirations. Em 2004, o grupo assinou contrato com o Gaither Group, empresa de Bill Gaither. Por indicação deste, o grupo passou a adotar o nome de Ernie Haase & Signature Sound. Segundo Gaither, a medida era para prevenir que o grupo fosse confundido com outros pequenos grupos regionais, mas também para que ganhasse maior visibilidade, visto que o nome de Haase já era mais conhecido devido ao seu tempo com o Cathedral Quartet e o Old Friends Quartet. Em 2005, após a morte de George Younce,Ernie teve uma profunda depressão na qual ele tentou suicídio,mas logo se recuperou, Lisa Haase, filha de George e esposa de Ernie passou a ser uma das coproprietárias do grupo.
A reação do público foi melhor do que a esperada, e durante os anos seguintes o grupo experimentou um grande aumento em sua popularidade nos Estados Unidos e fora dele. Esta era é conhecida como a Era de Ouro de Ernie Haase & Signature Sound, tendo como ápice o lançamento do álbum Get Away, Jordan em 2007, e um álbum em parceria com o Gaither Vocal Band, intitulado Together, naquele mesmo ano. Outro fator determinante para o crescimento da popularidade do grupo foram suas aparições nos concertos da série Homecoming, organizada por Bill Gaither. Ainda em 2007, o pianista Roy Webb deixou o grupo para cuidar de assuntos pessoais, sendo substituído temporariamente pelo então pianista do Gaither Vocal Band, Gordon Mote durante as turnês Get Away Jordan e Together.
No ano seguinte, o produtor musical Wayne Haun foi contratado para ser o novo pianista do grupo. No final de 2009, o lead Ryan Seaton anunciou sua saída do grupo para seguir carreira solo, sendo substituído por Devin McGlamery, que até então cantava com o trio Karen Peck & New River. Em 2010, o grupo lançou um CD e DVD em homenagem ao Cathedral Quartet, intitulado A Tribute To The Cathedral Quartet, com participação de Bill Gaither e Squire Parsons. No fim daquele ano, duas mudanças alteraram o curso do grupo: Ernie Haase anunciou o desligamento do grupo de Bill Gaither, migrando o grupo para sua própria gravadora, a recém fundada StowTown Records em parceria com Wayne Haun; e o baixo Tim Duncan, membro original do grupo, anunciou sua saída do grupo, sendo substituído pelo baixo Ian Owens, ex-membro do The Imperials.

### 2011-Presente - StowTown Records
A partir de 2011, com o desligamento do Gaither Group, o EHSS passou a produzir seus próprios álbuns através da gravadora StowTown Records (nome em referência à cidade de Stow (Ohio), de onde se originou o Cathedral Quartet), e também passou a viajar com banda ao vivo. Além de Wayne Haun no piano, integraram a banda a partir de então: David Griffith, contrabaixista que já tocava nos projetos do grupo e em alguns concertos desde 2009; Kelly Vaughn, guitarrista; e Zak Shumate, baterista.
O primeiro álbum do grupo sob o selo da StowTown Records foi George Younce With Ernie Haase & Signature Sound, que contou com participação especial póstuma de George Younce, baixo do Cathedral Quartet. Os vocais haviam sido gravados no início dos anos 2000, porém só foram efetivamente utilizados em um projeto em 2011. Após quase quatro anos sem produção de material original (o último álbum de estúdio havia sido Dream On, em 2008), o grupo lançou Here We Are Again em 2012, poucos meses antes da saída de Ian Owens. Ian deixou o grupo para integrar o Soul'd Out Quartet.
Seu substituto foi Paul Harkey, até então baixo do LeFevre Quartet. Em 2013 o grupo lançou o primeiro álbum com Harkey, intitulado Glorious Day. Naquele mesmo ano, em parceria com Greater Vision, Legacy Five, Mark Trammell Quartet e Danny Funderburk, o grupo participou de mais um CD e DVD tributo ao Cathedral Quartet, intitulado Cathedral Family Reunion.
Em 2014, o grupo reeditou a parceria com o Gaither Group para o lançamento do CD e DVD ao vivo Oh What a Savior. Ainda em 2014, numa parceria com J. Mark McVey lançou um CD/DVD intitulado The Inspiration Of Broadway, com canções no estilo broadway musical.
Em abril de 2015 foi lançado o álbum Happy People, o 20º da carreira do grupo. No mês seguinte, o barítono Doug Anderson anunciou que estaria deixando o grupo para seguir carreira solo a partir do mês de junho de 2015. Além de Ernie Haase, Anderson era o último membro da formação original. Em junho de 2015, através de um vídeo no YouTube, Ernie Haase anunciou Dustin Doyle como novo 2º tenor do grupo, com Devin McGlamerypassando a cantar barítono. Doyle, anteriormente, havia cantado com o trio Beyond The Ashes, contratado da StowTown Records, e também havia participado do DVD A Tribute To The Cathedral Quartet tocando guitarra. Em setembro de 2015, foi anunciado que Tyler Vestal, outro ex-integrante do Beyond The Ashes seria o novo pianista do grupo, substituindo Wayne Haun, que passaria  dedicar-se exclusivamente à produção dos álbuns do grupo.
Em setembro de 2021, Devin McGlamery anunciou sua saída do grupo para integrar a organização Fellowship of Christian Athletes, logo após o lançamento do álbum Keeping On. Com a saída de McGlamery, o grupo anunciou o retorno de seu barítono original, Doug Anderson, após 7 anos fora do grupo.

## Integrantes e Formações
Ao todo, 10 cantores e 5 pianistas passaram pelo grupo, divididos em 10 formações. Ernie Haase é o único integrante da formação original ainda no grupo. Além Haase, Doug Anderson foi o integrante que permaneceu por mais tempo no grupo, um total de 13 anos (de 2002 a 2015). Wesley Pritchard foi o integrante que menos permaneceu no grupo, apenas dois meses durante 2003, até que Ryan Seaton fosse contratado permanentemente. A formação que permaneceu por mais tempo sem alterações foi a terceira, com Haase, Seaton, Anderson, Duncan e Webb, que permaneceu por 4 anos. Já a formação que permaneceu por menos tempo foi a segunda, com Wesley Pritchard (apenas dois meses).

### Integrantes Atuais
- 1º tenor - Ernie Haase (2002-Presente)
- 2º tenor - Dustin Doyle (2015-Presente)
- Barítono - Doug Anderson (2002-2015; 2021-Present)
- Baixo - Paul Harkey (2012-Presente)
- Pianista - Tyler Vestal (2015-Presente)

### Ex-Integrantes
2º Tenor
- Shane Dunlap (2002-2003)
- Wesley Pritchard (2003)
- Ryan Seaton (2003-2009)
- Devin McGlamery (2010-2015)

Barítono
- Devin McGlamery (2015-2021)

Baixo
- Tim Duncan (2002-2010)
- Ian Owens (2011-2012)

Pianista
- Garry Jones (2002-2003)
- Roy Webb (2003-2007)
- Gordon Mote (2007)
- Wayne Haun (2008-2015)

### Outros Instrumentistas
- David Griffith: Baixista (2009–presente)
- Greg Ritchie: Baterista (2009)
- Kelly Vaughn: Guitarrista (2011-Presente)
- Zak Shumate: Baterista (2010–Presente)

### Formações
1ª Formação - 2002-2003:
- Ernie Haase (1º tenor)
- Shane Dunlap (2º tenor)
- Doug Anderson (barítono)
- Tim Duncan (baixo)
- Garry Jones (pianista)

2ª Formação - 2003:
- Ernie Haase (1º tenor)
- Wesley Pritchard (2º tenor)
- Doug Anderson (barítono)
- Tim Duncan (baixo)
- Roy Webb (pianista)

3ª Formação - 2003-2007:
- Ernie Haase (1º tenor)
- Ryan Seaton (2º tenor)
- Doug Anderson (barítono)
- Tim Duncan (baixo)
- Roy Webb (pianista)

4ª Formação - 2007:
- Ernie Haase (1º tenor)
- Ryan Seaton (2º tenor)
- Doug Anderson (barítono)
- Tim Duncan (baixo)
- Gordon Mote (pianista)

5ª Formação - 2008-2009:
- Ernie Haase (1º tenor)
- Ryan Seaton (2º tenor)
- Doug Anderson (barítono)
- Tim Duncan (baixo)
- Wayne Haun (pianista)

6ª Formação - 2009-2010:
- Ernie Haase (1º tenor)
- Devin McGlamery (2º tenor)
- Doug Anderson (barítono)
- Tim Duncan (baixo)
- Wayne Haun (pianista)

7ª Formação - 2011-2012:
- Ernie Haase (1º tenor)
- Devin McGlamery (2º tenor)
- Doug Anderson (barítono)
- Ian Owens (baixo)
- Wayne Haun (pianista)

8ª Formação - 2012-2015:
- Ernie Haase (1º tenor)
- Devin McGlamery (2º tenor)
- Doug Anderson (barítono)
- Paul Harkey (baixo)
- Wayne Haun (pianista)

9ª Formação - 2015-2021:
- Ernie Haase (1º tenor)
- Dustin Doyle(2º tenor)
- Devin McGlamery (barítono)
- Paul Harkey (baixo)
- Tyler Vestal (pianista)

10ª Formação - 2021-Presente:
- Ernie Haase (1º tenor)
- Dustin Doyle(2º tenor)
- Doug Anderson (barítono)
- Paul Harkey (baixo)
- Tyler Vestal (pianista)

## Discografia

### Álbuns de Estúdio
- Stand By Me (2002 - Cathedral Records - Haase/Dunlap/Anderson/Duncan/Jones)
- Building a Bridge - Great Quartet Songs Of The Last Century Vol. I (2003 - Independente - Haase/Dunlap/Anderson/Duncan/Jones)
- Glory To His Name  - Great Quartet Songs Of The Last Century Vol. II (2003 - Independente - Haase/Dunlap/Anderson/Duncan/Jones)
- The Ground Is Level - Great Quartet Songs Of The Last Century Vol. III (2004 - Independente - Haase/Seaton/Anderson/Duncan/Webb)
- Great Love (2004 - Cathedral Records - Haase/Seaton/Anderson/Duncan/Webb)
- Christmas With Ernie Haase & Signature Sound (2004 - Gaither Music Group - Haase/Seaton/Anderson/Duncan/Webb)
- Ernie Haase & Signature Sound (2005 - Gaither Music Group - Haase/Seaton/Anderson/Duncan/Webb)
- Get Away, Jordan (2007 - Gaither Music Group - Haase/Seaton/Anderson/Duncan/Webb)
- Together (2007 - Gaither Music Group - Haase/Seaton/Anderson/Duncan/Webb) - Em parceria com Gaither Vocal Band.
- Influenced: A Vintage Quartet Session (2008 - StowTown Records - Haase/Seaton/Anderson/Duncan) - Disponível apenas em concertos.
- Dream On (2008 - Gaither Music Group - Haase/Seaton/Anderson/Duncan/Haun)
- Every Light That Shines at Christmas  (2009 - Gaither Music Group - Haase/Seaton/Anderson/Duncan/Haun)
- Influenced: Spirituals & Southern Classics (2010 - StowTown Records - Haase/McGlamery/Anderson/Duncan/Haun)
- A Tribute To The Cathedral Quartet (2010 - Gaither Music Group - Haase/McGlamery/Anderson/Duncan/Haun)
- George Younce With Ernie Haase & Signature Sound (2011 - StowTown Records - Haase/McGlamery/Anderson/Owens/Haun) - Com participação póstuma de George Younce.
- A White Christmas (2011 - StowTown Records - Haase/McGlamery/Anderson/Owens/Haun)
- Here We Are Again (2012 - StowTown Records - Haase/McGlamery/Anderson/Owens/Haun)
- Glorious Day (2013 - StowTown Records - Haase/McGlamery/Anderson/Harkey/Haun)
- Cathedral Family Reunion (2013 - Daywind Records - Haase/McGlamery/Anderson/Harkey/Haun) - Em parceria com Greater Vision, Legacy Five, Mark Trammell Quartet e Danny Funderburk.
- The Inspiration Of Broadway (2014 - StowTown Records - Haase/McGlamery/Anderson/Harkey/Haun) - Em parceria com J. Mark McVey.
- Happy People (2015 - StowTown Records - Haase/McGlamery/Anderson/Harkey/Haun)
- Happy People Deluxe (2015 - StowTown Records - Haase/McGlamery/Doyle/Harkey/Vestal) - Relançamento do álbum "Happy People" com a voz de Dustin Doyle e com Tyler Vestal no piano, adicionando mais quatro canções.
- The Favorite Hymns Of Fanny Crosby (2016 - StowTown Records - Haase/McGlamery/Doyle/Harkey/Vestal)
- Clear Skies (2018 - StowTown Records - Haase/McGlamery/Doyle/Harkey/Vestal)
- A Jazzy Little Christmas (2019 - StowTown Records - Haase/McGlamery/Doyle/Harkey/Vestal)
- Something Beautiful (2020 - StowTown Records - Haase/McGlamery/Doyle/Harkey/Vestal)
- Keeping On (2021 - StowTown Records - Haase/McGlamery/Doyle/Harkey/Vestal)

### Álbuns Ao Vivo
- Stand By Me Live (2004 - Independente - Haase/Seaton/Anderson/Duncan/Webb)
- California Live Vol. 1 & 2 (2012 - StowTown Records - Haase/McGlamery/Anderson/Owens/Haun)
- Christmas Live (2013 - Independente - Haase/McGlamery/Anderson/Harkey/Haun)
- Oh What a Savior Live (2014 - Gaither Music Group - Haase/McGlamery/Anderson/Harkey/Haun)

### Compilações
- The Early Years Vol. 1 & 2 (2008 - Independente - Compilação dos álbuns Stand By Me, Building a Bridge, Glory To His Name e The Ground Is Level)

### Vídeos
- Live In Indiana (2003 - Independente - Haase/Dunlap/Anderson/Duncan/Jones)
- Stand By Me Live (2004 - Independente Haase/Seaton/Anderson/Duncan/Webb)
- Ernie Haase & Signature Sound (2005 - Gaither Music Group - Haase/Seaton/Anderson/Duncan/Webb)
- Get Away, Jordan (2007 - Gaither Music Group - Haase/Seaton/Anderson/Duncan/Webb)
- Together (2007 - Gaither Music Group - Haase/Seaton/Anderson/Duncan/Webb) - Em parceria com Gaither Vocal Band.
- Dream On: Live In Chicago (2008 - Gaither Music Group - Haase/Seaton/Anderson/Duncan/Haun)
- A Tribute To The Cathedral Quartet (2010 - Gaither Music Group - Haase/McGlamery/Anderson/Duncan/Haun)
- This Is Ernie Haase & Signature Sound (2012 - StowTown Records - Haase/McGlamery/Anderson/Owens/Haun)
- Oh What a Savior Live (2014 - Gaither Music Group - Haase/McGlamery/Anderson/Harkey/Haun)
- The Inspiration Of Broadway (2014 - StowTown Records - Haase/McGlamery/Anderson/Harkey/Haun) - Em parceria com J. Mark McVey.
- Happy People (2015 - StowTown Records - Haase/McGlamery/Anderson/Harkey/Haun)

### Aparições em Homecomings
- Israel Homecoming (2006, canções "Holy Highway", "This Could Be The Dawning Of That Day/Until Then", "River Of Jordan", "He Is Jehovah")
- Canadian Homecoming  (2006, canções "Stand By Me", "Holy Highway", "Then Came The Morning")
- Live From Toronto  (2006, canções "Glory To God In The Highest", "This Could Be The Dawning Of That Day/Until Then")
- Homecoming Christmas (2006, canções "Tonight", "Forgiven Again", "Give It Away")
- Amazing Grace  (2007, canção "I Then Shall Live" com Gaither Vocal Band)
- South African Homecoming  (2007, canções "Stand By Me", "Oh What a Savior")
- Love Can Turn The World  (2007, canção "Trying To Get a Glimpse")
- Country Bluegrass Homecoming Vol. 1 (2008, canção "Reason Enough")
- Country Bluegrass Homecoming Vol. 2 (2008, canção "Climbing Up The Mountain")
- Joy In My Heart (2009, canção "Someday")

### Outras Aparições
- Give It Away (2006 - Gaither Vocal Band, interpretando as canções: Glory, "Glory Clear The Road", "Heavenly Parade" e participando da música "Give It Away" com Gaither Vocal Band)

## Premiações

### Singing News Fan Award
O Singing News Fan Award é um prêmio concedido pela Singing News Magazine, revista especializada do gênero, aos artistas escolhidos pelo público. O prêmio é concedido desde 1970, e desde 2003 o Ernie Haase & Signature Sound já recebeu 2 prêmios coletivos, e seus integrantes receberam 4 prêmios individuais em suas passagens pelo grupo, distribuídos em diversas categorias:

#### Prêmios Coletivos
- 2003 - Grupo Revelação
- 2005 - Quarteto Masculino Tradicional Favorito (empatado com The Inspirations)

#### Prêmios Individuais
1º Tenor Favorito
- Ernie Haase (2003, 2005 e 2006)

Baixo Favorito
- Tim Duncan (2006)

NOTA: Esta seção menciona apenas os prêmios recebidos por integrantes do Ernie Haase & Signature Sound enquanto estavam com o grupo. Os integrantes podem possuir outros prêmios devido a suas performances solo e/ou com outros grupos.

### GMA Dove Awards
| Ano  | Prêmio                                                             | Resultado |
| ---- | ------------------------------------------------------------------ | --------- |
| 2006 | Novo Artista do Ano                                                | Indicado  |
| 2006 | Álbum Southern Gospel do Ano (Ernie Haase & Signature Sound)       | Indicado  |
| 2008 | Grupo do Ano                                                       | Indicado  |
| 2008 | Álbum Southern Gospel do Ano (Get Away, Jordan)                    | Venceu    |
| 2008 | Canção Southern Gospel do Ano (Get Away, Jordan)                   | Venceu    |
| 2008 | Vídeo em Formato Longo do Ano (Get Away, Jordan)                   | Indicado  |
| 2009 | Grupo do Ano                                                       | Indicado  |
| 2009 | Vocalista Masculino do Ano (Ernie Haase)                           | Perdeu    |
| 2009 | Canção do Ano (Reason Enough)                                      | Indicado  |
| 2009 | Canção Southern Gospel do Ano                                      | Venceu    |
| 2010 | Canção Country do Ano (Thank God For Kids)                         | Indicado  |
| 2010 | Álbum Natalino do Ano (Every Light That Shines At Christmas)       | Indicado  |
| 2011 | Artista do Ano                                                     | Indicado  |
| 2011 | Grupo do Ano                                                       | Indicado  |
| 2011 | Canção Southern Gospel do Ano (I Thirst)                           | Indicado  |
| 2011 | Álbum Southern Gospel do Ano (A Tribute To The Cathedral Quartet)  | Indicado  |
| 2011 | Video em Formato Longo do Ano (A Tribute To The Cathedral Quartet) | Indicado  |

### Grammy Awards
- 2010 - Dream On - Melhor Álbum Southern/Country/Bluegrass Gospel - Indicado